# Malaltia feroesa
La malaltia feroesa (en feroès Føroyska sjúkan) és una malaltia mortal, heredada de manera recessiva, que només existeix a les illes Fèroe. No té altres noms.
Els investigadors creuen que un de cada vint-i-cinc feroesos d'avui en dia són portadors de la malaltia, la qual cosa suposa un augment significatiu del risc de transmissió des de la seva aparició fa segles. Ser-ne portador representa, estadísticament, elevar les possibilitats que la teva descendència neixi amb la malaltia. Si un home i una dona portadors tenen fills junts hi ha un risc alt de transmetre'ls-la i, en aquest cas, una quarta part de la seva descendència tindrà la malaltia. Un de cada 2000 nens nascuts a l'arxipèlag neix amb la malalaltia de les Fèroe. Se sap que almenys 9 criatures van néixer amb aquesta malaltia a l'arxipèlag entre els anys 1978 i 2003.
Els investigadors han descobert que la mutació del gen es va produir al poble d'Oyri, a l'illa d'Eysturoy. Tots els malalts tenen pares que descendeixen d'un home que va viure en aquest poble cap al 1630.

## Etiologia
La malaltia afecta els nounats i es produeix a causa d'un defecte del gen SUCLA-2, situat al cromosoma 13. Aquest defecte fa que la funció de l'enzim succinil-CoA sintasa es vegi deteriorada, cosa que proboca que moltes funcions del cos es vegin afectades. Els símptomes poden ser debilitat muscular i sordesa. En general, la capacitat intel·lectual dels malalts és normal, però a causa d'unes discapacitats físiques extenses no poden desenvolupar-se sense assistència. Els pacients que pateixen la malaltia viuen una mitjana de nou anys, tot i que alguns l'han sobreviscut fins a l'adolescència.
La malaltia feroesa i la deficiència de carnitina primària sistèmica (TDA) són dues malalties diferents que tenen en comú que són malalties hereditàries, totes dues més freqüents a les Illes Fèroe que en altres països.